# Cmentarz wojenny w Bielsku Podlaskim
Cmentarz wojenny w Bielski Podlaskim – cmentarz z I wojny światowej i II wojny światowej znajdujący się na zachód w Bielsku Podlaskim.
Obiekt o kształcie zbliżonym do prostokąta znajduje się od przy ulicy Białowieskiej 20, w pobliżu skrzyżowania drogi krajowej nr 66 z drogą wojewódzką nr 689. Na cmentarzu pierwotnie było pochowano nieznaną liczbę żołnierzy niemieckich pochowanych w grobach zbiorowych i pojedynczych poległych głównie w 1915 roku. Znanych jest 31 nazwisk pochowanych tam Niemców. Na cmentarzu zachowały się dwa granitowe krzyże z nazwiskami: Karl Meißner † 11.09.1915. z Reserve-Infanterie-Regiment 229